# 1488
Il 1488 (MCDLXXXVIII in numeri romani) è un anno bisestile del XV secolo.

## Eventi
- 1º aprile – Michelangelo inizia l'apprendistato da Domenico Ghirlandaio.
- 14 aprile, Congiura degli Orsi a Forlì e assassinio di Girolamo Riario
- Bartolomeo Diaz doppia il Capo di Buona Speranza e scopre la via diretta per le Indie.
- Luglio – Ottaviano Riario viene nominato, da Papa Innocenzo VIII, signore di Imola e Forlì.

## Nati
- 1º gennaio - Magnus I di Sassonia-Lauenburg, duca († 1543)
- 20 gennaio - Giovanni Giorgio del Monferrato, marchese († 1533)
- 20 gennaio - Sebastian Münster, cartografo e cosmografo tedesco († 1552)
- 2 febbraio - Gianfrancesco Gonzaga, nobile italiano († 1524)
- 5 marzo - Mario Nizolio, umanista e filosofo italiano († 1567)
- 9 marzo - Girolamo della Robbia, ceramista italiano († 1566)
- 15 marzo - Ludovico Barbiano da Belgioioso, condottiero italiano († 1530)
- 19 marzo - Giovanni Magno, arcivescovo cattolico, teologo e storico svedese († 1544)
- 21 aprile - Ulrich von Hutten, umanista tedesco († 1523)
- 23 giugno - Carlo Giovanni Amedeo di Savoia, nobile († 1496)
- 29 giugno - Pedro Pacheco Ladrón de Guevara, cardinale e vescovo cattolico spagnolo († 1560)
- 15 luglio - Juan Álvarez de Toledo, cardinale e arcivescovo cattolico spagnolo († 1557)
- 15 agosto - Fernando Colombo, scrittore e geografo italiano († 1539)
- 7 ottobre - Baccio Bandinelli, scultore e pittore italiano († 1560)
- 17 ottobre - Ursula del Brandeburgo, duchessa († 1510)
- 15 dicembre - Ferdinando d'Aragona, principe italiano († 1550)
- Caspar Aquila, teologo tedesco († 1560)
- Alonso Berruguete, pittore, scultore e architetto spagnolo († 1561)
- Achille Bocchi, umanista italiano († 1562)
- Egidio Bossi, giurista italiano († 1546)
- Brandano, predicatore italiano († 1554)
- John Byron, politico e nobile britannico († 1567)
- Joseph ben Ephraim Karo, rabbino, filosofo e giurista spagnolo († 1575)
- Giovanni Caroto, pittore italiano († 1566)
- Caterina di Braunschweig-Lüneburg, nobile tedesca († 1563)
- Date Tanemune, militare giapponese († 1565)
- Luis de Cardona, arcivescovo cattolico spagnolo († 1532)
- Georges II d'Amboise, cardinale e arcivescovo cattolico francese († 1550)
- Germana de Foix, regina († 1536)
- Giovanni da Nola, scultore e architetto italiano († 1558)
- Glareano, umanista, poeta e teorico musicale svizzero († 1563)
- Camilla Gonzaga, nobildonna italiana († 1529)
- Eleonora Gonzaga, nobildonna italiana († 1512)
- Bartolomeo Marliani, archeologo, topografo e antiquario italiano († 1566)
- Camillo Pardo Orsini, conte italiano († 1553)
- Giovan Francesco Penni, pittore italiano († 1528)
- Mariano Santo, medico italiano († 1577)
- Madre Shipton, inglese († 1561)
- Jan Tarnowski, polacco († 1561)
- Francesco Taverna, nobile, politico e diplomatico italiano († 1560)
- André Tiraqueau, magistrato, giurista e umanista francese († 1558)
- Gustav Trolle, arcivescovo cattolico svedese († 1535)
- Uesugi Tomooki, militare giapponese († 1537)
- Vlad V cel Tânăr, principe († 1512)
- Yang Shen, poeta cinese († 1559)
- György Zápolya, generale e nobile ungherese († 1526)
- Fra Paolino da Pistoia, pittore italiano († 1547)
- Alonso de Covarrubias, architetto e scultore spagnolo († 1570)
- Frederic de Santcliment, nobile e politico spagnolo († 1532)

## Morti
- 9 febbraio - Bernardo Pulci, poeta italiano (n. 1438)
- 1º aprile - Giovanni II di Borbone, duca (n. 1426)
- 14 aprile - Girolamo Riario, sovrano e politico italiano (n. 1443)
- 4 maggio - Cecca, ingegnere italiano (n. 1446)
- 23 maggio - Luisa de' Medici, italiana (n. 1476)
- 31 maggio - Galeotto Manfredi, condottiero italiano (n. 1440)
- 4 giugno - Giovan Pietro Carminati di Brembilla, nobile, militare e condottiero italiano
- 10 giugno - Álvaro de Zúñiga, nobile spagnolo (n. 1410)
- 11 giugno - Giacomo III di Scozia, re scozzese
- 20 giugno - García Álvarez de Toledo y Carrillo, nobile e ufficiale spagnolo (n. 1424)
- 30 luglio - Clarice Orsini, nobile italiana (n. 1453)
- 19 agosto - Ippolita Maria Sforza, duchessa (n. 1445)
- 3 settembre - Pier Luigi Borgia, nobile e generale spagnolo (n. 1458)
- 9 settembre - Francesco II di Bretagna, conte (n. 1433)
- 13 settembre - Carlo II di Borbone, cardinale e arcivescovo cattolico francese (n. 1433)
- 2 ottobre - Giovanni Arcimboldi, cardinale e arcivescovo cattolico italiano (n. 1426)
- 7 ottobre - Giovanna degli Albizzi, italiana (n. 1468)
- 15 ottobre - Antonio Feletto, vescovo cattolico italiano
- 17 ottobre - Francesco di Antonio del Chierico, miniatore e orafo italiano (n. 1433)
- Francesco Accolti, giurista, letterato e umanista italiano (n. 1416)
- Jacopo Capece Galeota, nobile e condottiero italiano
- Giacomo Carafa, nobile e condottiero italiano
- Nicolas Chuquet, matematico francese (n. 1445)
- Lanfranco da Oriano, giurista italiano (n. 1398)
- Molla Gürâni, religioso e funzionario ottomano
- Giovanni Pannocchieschi d'Elci, vescovo cattolico italiano
- Simone Papa il Vecchio, pittore italiano (n. 1430)
- Scipione Pico della Mirandola, militare e nobile italiano (n. 1425)
- Cola Rapicano, miniatore italiano
- Maria Stuart, principessa scozzese (n. 1453)
- Trailokanat, sovrano siamese (n. 1431)
- Andrea del Verrocchio, scultore e pittore italiano (n. 1435)
- Ulisse degli Aleotti, notaio e letterato italiano
- Elisabetta di Kleve, principessa (n. 1420)

## Calendario
| Calendario 1488 | Calendario 1488 | Calendario 1488 | Calendario 1488 | Calendario 1488 | Calendario 1488 | Calendario 1488 | Calendario 1488 | Calendario 1488 | Calendario 1488 | Calendario 1488 | Calendario 1488 | Calendario 1488 | Calendario 1488 | Calendario 1488 | Calendario 1488 | Calendario 1488 | Calendario 1488 | Calendario 1488 | Calendario 1488 | Calendario 1488 | Calendario 1488 | Calendario 1488 | Calendario 1488 | Calendario 1488 | Calendario 1488 | Calendario 1488 | Calendario 1488 | Calendario 1488 | Calendario 1488 | Calendario 1488 | Calendario 1488 | Calendario 1488 |
| --------------- | --------------- | --------------- | --------------- | --------------- | --------------- | --------------- | --------------- | --------------- | --------------- | --------------- | --------------- | --------------- | --------------- | --------------- | --------------- | --------------- | --------------- | --------------- | --------------- | --------------- | --------------- | --------------- | --------------- | --------------- | --------------- | --------------- | --------------- | --------------- | --------------- | --------------- | --------------- | --------------- |
|                 | 1               | 2               | 3               | 4               | 5               | 6               | 7               | 8               | 9               | 10              | 11              | 12              | 13              | 14              | 15              | 16              | 17              | 18              | 19              | 20              | 21              | 22              | 23              | 24              | 25              | 26              | 27              | 28              | 29              | 30              | 31              |                 |
| Gennaio         | Ma              | Me              | Gi              | Ve              | Sa              | Do              | Lu              | Ma              | Me              | Gi              | Ve              | Sa              | Do              | Lu              | Ma              | Me              | Gi              | Ve              | Sa              | Do              | Lu              | Ma              | Me              | Gi              | Ve              | Sa              | Do              | Lu              | Ma              | Me              | Gi              |                 |
| Febbraio        | Ve              | Sa              | Do              | Lu              | Ma              | Me              | Gi              | Ve              | Sa              | Do              | Lu              | Ma              | Me              | Gi              | Ve              | Sa              | Do              | Lu              | Ma              | Me              | Gi              | Ve              | Sa              | Do              | Lu              | Ma              | Me              | Gi              | Ve              |                 |                 |                 |
| Marzo           | Sa              | Do              | Lu              | Ma              | Me              | Gi              | Ve              | Sa              | Do              | Lu              | Ma              | Me              | Gi              | Ve              | Sa              | Do              | Lu              | Ma              | Me              | Gi              | Ve              | Sa              | Do              | Lu              | Ma              | Me              | Gi              | Ve              | Sa              | Do              | Lu              |                 |
| Aprile          | Ma              | Me              | Gi              | Ve              | Sa              | Do              | Lu              | Ma              | Me              | Gi              | Ve              | Sa              | Do              | Lu              | Ma              | Me              | Gi              | Ve              | Sa              | Do              | Lu              | Ma              | Me              | Gi              | Ve              | Sa              | Do              | Lu              | Ma              | Me              |                 |                 |
| Maggio          | Gi              | Ve              | Sa              | Do              | Lu              | Ma              | Me              | Gi              | Ve              | Sa              | Do              | Lu              | Ma              | Me              | Gi              | Ve              | Sa              | Do              | Lu              | Ma              | Me              | Gi              | Ve              | Sa              | Do              | Lu              | Ma              | Me              | Gi              | Ve              | Sa              |                 |
| Giugno          | Do              | Lu              | Ma              | Me              | Gi              | Ve              | Sa              | Do              | Lu              | Ma              | Me              | Gi              | Ve              | Sa              | Do              | Lu              | Ma              | Me              | Gi              | Ve              | Sa              | Do              | Lu              | Ma              | Me              | Gi              | Ve              | Sa              | Do              | Lu              |                 |                 |
| Luglio          | Ma              | Me              | Gi              | Ve              | Sa              | Do              | Lu              | Ma              | Me              | Gi              | Ve              | Sa              | Do              | Lu              | Ma              | Me              | Gi              | Ve              | Sa              | Do              | Lu              | Ma              | Me              | Gi              | Ve              | Sa              | Do              | Lu              | Ma              | Me              | Gi              |                 |
| Agosto          | Ve              | Sa              | Do              | Lu              | Ma              | Me              | Gi              | Ve              | Sa              | Do              | Lu              | Ma              | Me              | Gi              | Ve              | Sa              | Do              | Lu              | Ma              | Me              | Gi              | Ve              | Sa              | Do              | Lu              | Ma              | Me              | Gi              | Ve              | Sa              | Do              |                 |
| Settembre       | Lu              | Ma              | Me              | Gi              | Ve              | Sa              | Do              | Lu              | Ma              | Me              | Gi              | Ve              | Sa              | Do              | Lu              | Ma              | Me              | Gi              | Ve              | Sa              | Do              | Lu              | Ma              | Me              | Gi              | Ve              | Sa              | Do              | Lu              | Ma              |                 |                 |
| Ottobre         | Me              | Gi              | Ve              | Sa              | Do              | Lu              | Ma              | Me              | Gi              | Ve              | Sa              | Do              | Lu              | Ma              | Me              | Gi              | Ve              | Sa              | Do              | Lu              | Ma              | Me              | Gi              | Ve              | Sa              | Do              | Lu              | Ma              | Me              | Gi              | Ve              |                 |
| Novembre        | Sa              | Do              | Lu              | Ma              | Me              | Gi              | Ve              | Sa              | Do              | Lu              | Ma              | Me              | Gi              | Ve              | Sa              | Do              | Lu              | Ma              | Me              | Gi              | Ve              | Sa              | Do              | Lu              | Ma              | Me              | Gi              | Ve              | Sa              | Do              |                 |                 |
| Dicembre        | Lu              | Ma              | Me              | Gi              | Ve              | Sa              | Do              | Lu              | Ma              | Me              | Gi              | Ve              | Sa              | Do              | Lu              | Ma              | Me              | Gi              | Ve              | Sa              | Do              | Lu              | Ma              | Me              | Gi              | Ve              | Sa              | Do              | Lu              | Ma              | Me              |                 |